# 花橘の香を髪に
『花橘の香を髪に』（はなたちばなのかをかみに）は、森村愛美・広瀬宝子による日本の漫画作品。
『なかよしデラックス』（講談社）1992年2号・5号および『なかぞう』1993年春休み号に連載された。

## 書誌情報
- 花橘の香を髪に、発行年月日：1995年7月6日、ISBN：978-4-06-178811-4